# فرمانروایان شاخ زرین
فرمانروایان شاخ زرین نام یک کتاب ادبی است که توسط نوئل باربر، نویسندهٔ اهل انگلستان نوشته شده‌است.